# Półwysep Fennoskandzki

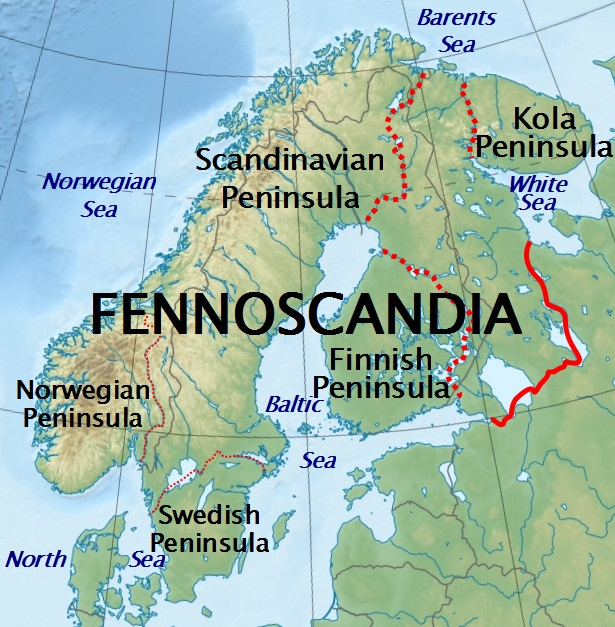
Półwysep Fennoskandzki

Półwysep Fennoskandzki (Fennoskandia) – rozległy półwysep w Europie Północnej, zajmujący powierzchnię ok. 1,25 mln km². Składa się z trzech części: nasady zwanej Międzymorzem Fińsko-Karelskim oraz z odgałęziających się od niej dwóch półwyspów: Skandynawskiego i Kolskiego. 
Pod względem geologicznym można wyróżnić dwie podstawowe części: tarczę bałtycką i kaledonidy skandynawskie (Góry Skandynawskie).
Półwysep Fennoskandzki stanowi również megaregion fizycznogeograficzny Europy Północnej (1), w skład którego wchodzą trzy prowincje:
- 11 Półwysep Skandynawski
- 12 Masyw Fińsko-Karelski i Półwysep Kolski
- 13 Wyspy Morza Bałtyckiego